# Naruto: Shippuden (sezonul 16)
Naruto: Shippuden – Sezonul 16: Kakashi: Umbra Operațiuni Negre din ANBU (2014)
Episoadele din sezonul șaisprezece al seriei anime Naruto: Shippuden se bazează pe partea a doua a seriei manga Naruto de Masashi Kishimoto. Sezonul șaisprezece din Naruto: Shippuden, serie de anime, este regizat de Hayato Date și produs de Studioul Pierrot și TV Tokyo și a început să fie difuzat pe data de 6 februarie 2014 la TV Tokyo și s-a încheiat la data de 8 mai 2014.
Episoadele din sezonul șaisprezece al seriei anime Naruto: Shippuden fac referire la trecutul lui Kakashi Hatake, din zilele lui ca membru din ANBU și formarea echipei împreună cu Naruto Uzumaki, Sasuke Uchiha și Sakura Haruno.

## Lista episoadelor
| Nr. Ep. Original | Nr. Ep. Serie | Nr. Ep. Sezon | Titlu                                | Apariție          |
| ---------------- | ------------- | ------------- | ------------------------------------ | ----------------- |
| 569              | 349           | 1             | O mască ce ascunde inima             | 6 februarie 2014  |
| 570              | 350           | 2             | Moartea lui Minato                   | 13 februarie 2014 |
| 571              | 351           | 3             | Celulele lui Hashirama               | 20 februarie 2014 |
| 572              | 352           | 4             | Orochimaru fugarul ninja             | 27 februarie 2014 |
| 573              | 353           | 5             | Subiectul de teste al lui Orochimaru | 6 martie 2014     |
| 574              | 354           | 6             | Căile lor proprii                    | 6 martie 2014     |
| 575              | 355           | 7             | Sharinganul țintit                   | 13 martie 2014    |
| 576              | 356           | 8             | Un shinobi al frunzei                | 20 martie 2014    |
| 577              | 357           | 9             | Un Uchiha în ANBU                    | 3 aprilie 2014    |
| 578              | 358           | 10            | Lovitura de stat                     | 10 aprilie 2014   |
| 579              | 359           | 11            | Noaptea tragediei                    | 17 aprilie 2014   |
| 580              | 360           | 12            | Liderul jonin                        | 24 aprilie 2014   |
| 581              | 361           | 13            | Echipa 7                             | 8 mai 2014        |